# Zakaria Zahid
Zakaria Zahid, né le 25 avril 1985 à Casablanca, est un footballeur marocain. Il évoluait au poste de défenseur.

## Carrière
- 2005-2013  COD Meknès
- 2013-2014  Wydad Casablanca
- 2014-2015  CR Al Hoceima